# Maléry pana účetního
Maléry pana účetního (v původním italském názvu Fantozzi contro tutti – Fantozzi proti všem) je italský komediální film. Byl uveden na trh v roce 1980. Je v pořadí třetí v sérii filmů o účetním Fantozzim. Hlavní roli hraje Paolo Villaggio.